# Заболотний Олександр Вікторович
Заболотний Олександр Вікторович — відмінник освіти; заслужений вчитель України.
Автор понад 30 публікацій з методики викладання мови та літератури у фахових педагогічних виданнях, збірниках всеукраїнських і міжнародних наукових конференцій, 5 навчально-методичних посібників, 3 навчальних програм із спецкурсів для учнів загальноосвітніх навчальних закладів.
Співавтор підручників «Рідна мова», «Українська мова» для учнів 5-11 класів загальноосвітніх навчальних закладів, рекомендованих Міністерством освіти і науки України, серед яких – переможець Всеукраїнського конкурсу підручників. Пише разом з братом Заболотним В. В. 
Автор курсу «Організація допрофільного і профільного навчання у класах філологічного напряму» для вчителів-філологів у Київському обласному інституті післядипломної освіти педагогічних кадрів (2007).
Запровадив рубрику «Майстер-клас» у науково-методичному журналі МОН України «Дивослово» (2006).
Підготував 5 переможців і призерів Всеукраїнської олімпіади з української мови та літератури, неодноразових призерів та переможців заключних етапів Міжнародного конкурсу з української мови імені Петра Яцика, Всеукраїнського конкурсу-захисту науково-дослідницьких робіт учнів-членів МАН України, Всеукраїнського конкурсу з українознавства.  [Архівовано 28 листопада 2021 у Wayback Machine.]

## Біографія
Народився 28грудня 1970 року в місті Сквира.
У 1993 році закінчив Вінницький державний педагогічний інститут. Спеціальність – учитель української мови та літератури та отримав диплом з відзнакою.
Працював завідувачем відділу роботи з обдарованими дітьми та викладачем Київського обласного інституту післядипломної освіти педагогічних кадрів (2001-2007).
Розробив авторські навчальні програми спецкурсів з української мови для учнів старших класів загальноосвітніх шкіл, схвалені до використання МОН України.
Працює над створенням підручників для учнів загальноосвітніх навчальних закладів, посібників з підготовки до ЗНО та методичних посібників для вчителів.
Здобувач кафедри методики викладання української мови та літератури Національного педагогічного університету ім. М. П. Драгоманова, тема дисертаційного дослідження «Формування дослідницьких умінь учнів ліцеїв та гімназій у процесі вивчення синтаксису української мови»
Начальник відділу освіти Сквирської міської ради.

### Робота у журі конкурсів та змагань
- Член журі другого (обласного) та третього (заключного) турів всеукраїнського конкурсу «Учитель року» (8 років),
- член журі ІІІ та IV етапів Всеукраїнських учнівських олімпіад з базових дисциплін (12 років),
- член журі ІІ етапу Всеукраїнського конкурсу-захисту науково-дослідницьких робіт учнів-членів МАН України (14 років),
- заступник голови журі та член журі Міжнародного конкурсу з української мови імені Петра Яцика (7 років),
- член експертної групи банка тестових технологій Центру оцінювання якості освіти

## Підвищення кваліфікації
- навчання за 100 годинною програмою в Республіці Польща «Підготовка фахівців з європейської та євроатлантичної інтеграції» (2007-2008 роки);
- підвищення кваліфікації з теми «Організація роботи відділів освіти органів виконавчої влади та місцевого самоврядування» (2009 р.);
- участь у Міжнародному проекті «Лідери освітніх ініціатив» (Республіка Польща) (2010 рік);
- підвищення кваліфікації керівних кадрів у Національній академії державного управління при Президентові України (2010 рік).
- Учасник міжнародних та Всеукраїнських наукових конференцій з питань розвитку місцевого самоврядування та реформування системи освіти.

## Нагороди, відзнаки
- почесне звання «Заслужений учитель України»
- значок «Відмінник освіти України»
- медаль В. Сухомлинського «За заслуги в галузі освіти»
- Почесна грамота Міністерства освіти і науки України
- Подяка Київської обласної ради
- Почесний диплом ХІІ Міжнародної виставки «Сучасна освіта в Україні»
- Диплом «За вагомий внесок у розвиток національної освіти» Четвертої міжнародної виставки «Сучасні заклади освіти».[3][недоступне посилання]